# Lokomotiva Ringhoffer č. 2

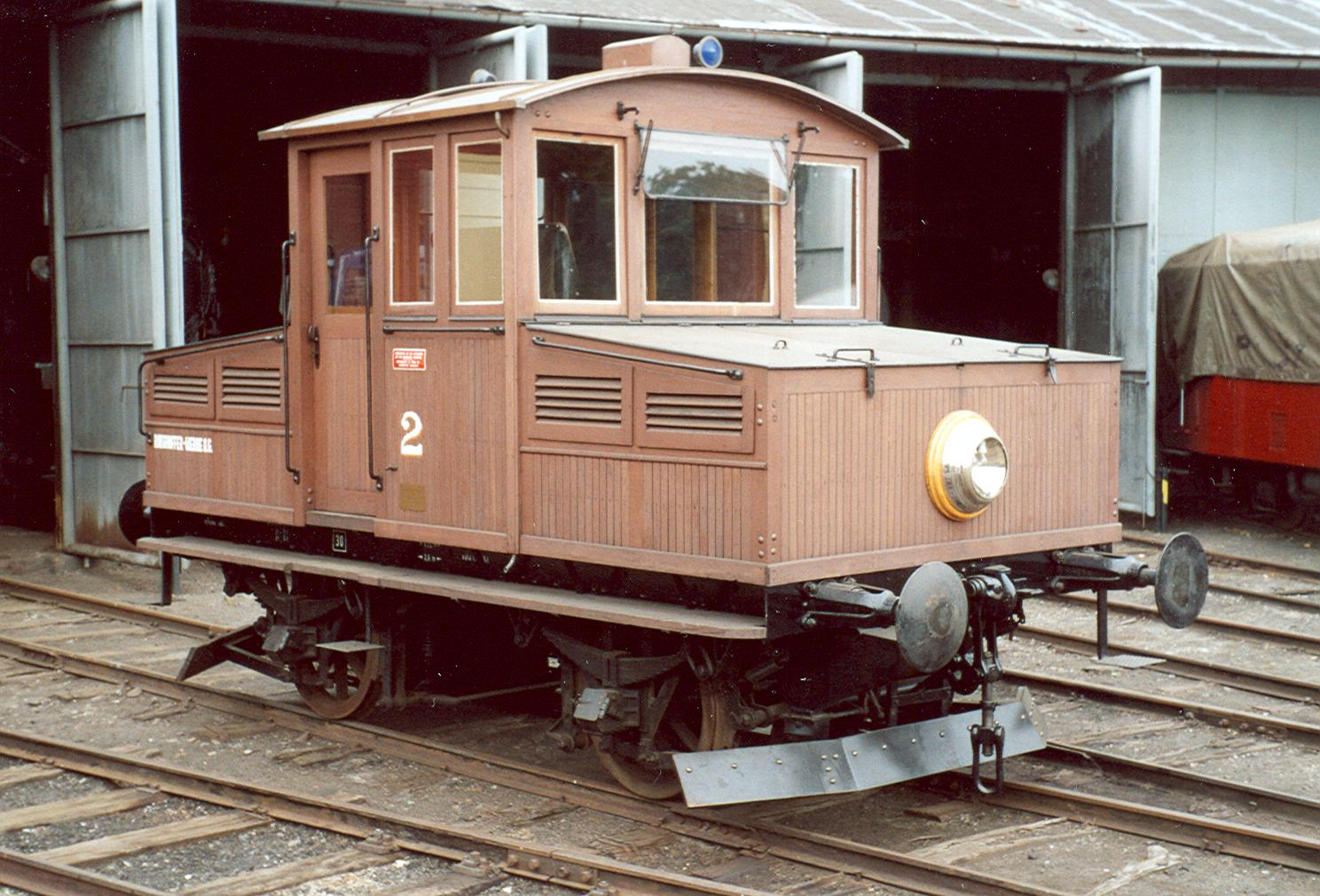
Ringhoffer č.2 v Jaroměři v létě 2006

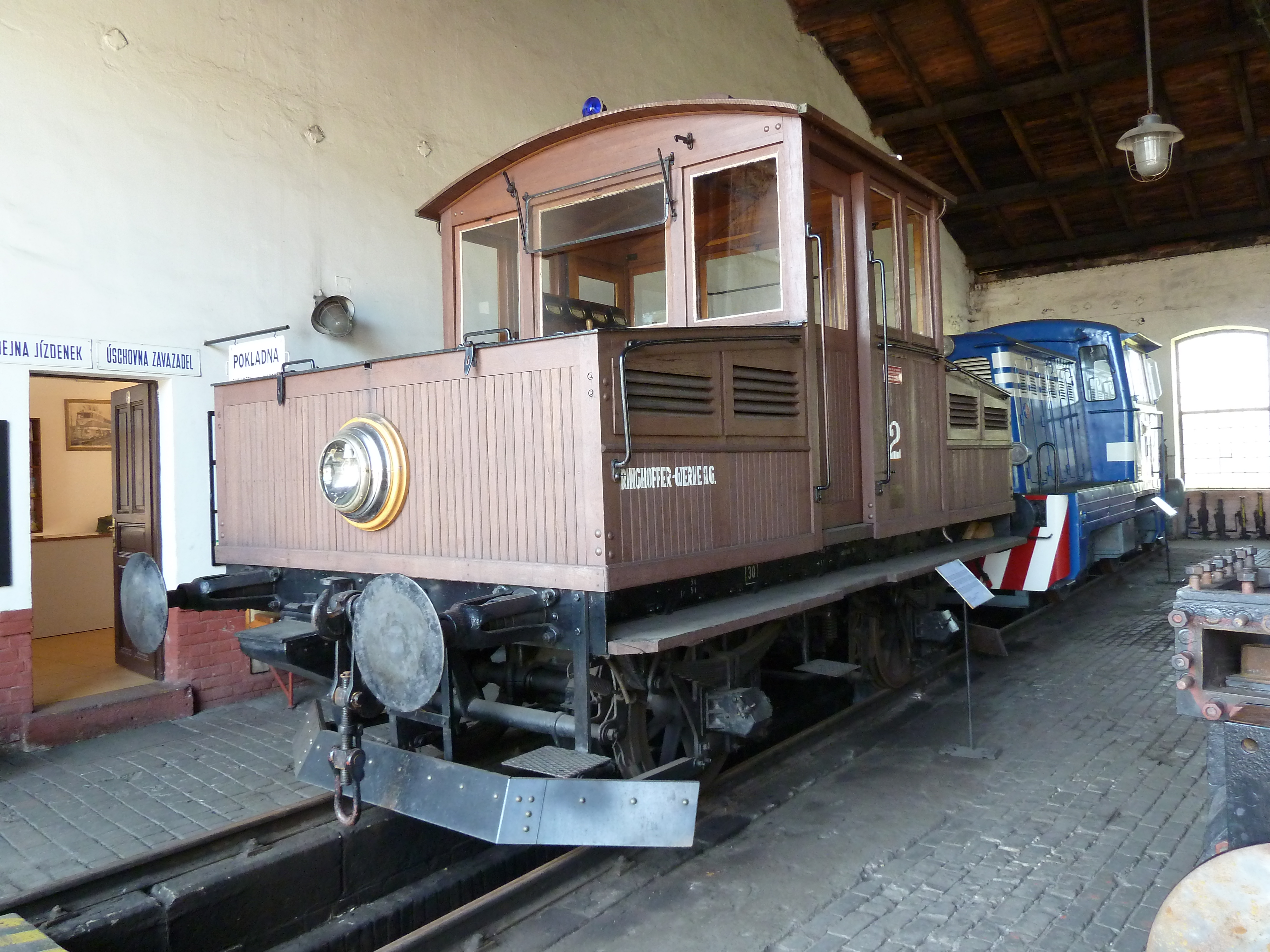
Ringhoffer č.2 v Jaroměři v létě 2011

Lokomotiva Ringhoffer č.2 je jedna za dvou posunovacích akumulátorových lokomotiv, které si vyrobila Ringhofferova továrna na Smíchově pro potřeby obsluhy vlastní vlečky. Na rozdíl od č.1 se dochovala dodnes.

## Historie
V roce 1916 firma Ringhoffer vyrobila 2 posunovací akumulátorové lokomotivy pro obsluhu vlečky mezi továrnou a Smíchovským nádražím. Vzhledem k tomu, že byla určena k posunu jak vagónů tak tramvají, byla kromě nárazníků a klasické šroubovky vybavena i tramvajovým spřáhlem. 
Po znárodnění a změnách v Ringofferově továrně byly obě lokomotivy nabídnuty k prodeji. Lokomotivu č.2 zakoupily Východočeské cihelny a bylo rozhodnuto o jejím umístění na vlečce v cihelně v Dobrušce - Pulicích, kde také dosloužila. Snaha o její záchranu vyvrcholila 12. února 1994, kdy byla vyměněna za dieselovou posunovací lokomotivu T211.0066 Jaroměřským železničním spolkem SŽVJ. (Po uzavření cihelny se do Jaroměře vrátila i T211.0066). Lokomotiva Ringhoffer č.2 byla následně odeslána na generální opravu do ŽOS Česká Třebová, v rámci které byla mimo jiné vyrobena i kompletně nová dřevěná skříň, vzhledem k dezolátnímu stavu té původní. Naopak elektrická výzbroj se z velké části zachovala. Oprava byla dokončena 12. července 1994 a 8. září byla lokomotiva slavnostně převezena do Jaroměře, kde byla vystavována až do 28. dubna 2021.